# Marta Tomac
Marta Tomac, née le 20 septembre 1990 à Trondheim, est une handballeuse internationale norvégienne qui évolue au poste de demi-centre.

## Biographie
Marta Tomac est née et a grandi en Norvège, mais elle rejoint la sélection croate dans les catégories de jeunes.
Elle compte également 11 sélections officielles avec la Croatie, et participe au championnat d'Europe 2010.
À l'automne 2015, elle obtient la nationalité norvégienne et fait ses débuts avec l'équipe nationale en novembre 2015, face à la Russie. Dans la foulée, elle remporte le championnat du monde au Danemark en battant les Pays-Bas en finale.
Elle est la fille de Zeljko Tomac, entraîneur adjoint de l'équipe nationale norvégienne masculine de handball.

## Palmarès

### En club
compétitions internationales
- vainqueur de la Ligue des champions en 2021 (avec Vipers Kristiansand)

compétitions nationales
- championne de Norvège en 2018, 2019,,2020, 2021 (avec Vipers Kristiansand)
- vainqueur de la coupe de Norvège en 2018, 2019, 2020 (avec Vipers Kristiansand)

### En sélection
- vainqueur du championnat du monde 2015
- vainqueur du championnat d'Europe 2016
- vainqueur du championnat d'Europe 2020
- médaille de bronze aux Jeux olympiques de 2020 à Tokyo